# Divaio Bobson
Divaio Bobson (Barcelona, 6 februari 2004) is een Nederlands-Surinaams voetballer die als aanvaller speelt. 

## Carrière
Bobson begon zijn carrière bij het Amsterdamse AVV Zeeburgia. Op 15-jarige leeftijd maakte hij de overstap naar jeugdopleiding van Ajax. In 2022 ging hij naar het Duitse Eintracht Frankfurt. Hier speelde hij zijn wedstrijden in het tweede elftal en in de Onder 18, waar hij onder andere speelde in de Uefa Youth League. Na een seizoen in Duitsland keerde hij terug naar Nederland om te gaan spelen voor promovendus PEC Zwolle. Hij ondertekende een contract tot juni 2025 met een optie voor nog een seizoen. In de eerste wedstrijd van het seizoen tegen Sparta Rotterdam maakte hij zijn debuut door in de 46e minuut in te vallen voor Lennart Czyborra. In de zomer van 2024 werd zijn doorlopende contract ontbonden. Hij speelde drie wedstrijden voor de Zwollenaren. Op 24 september 2024 tekende hij een contract voor één jaar met een optie voor nog een jaar bij Feyenoord. Hij sluit aan bij het U21 elftal. 

### Carrièrestatistieken
| Seizoen                    | Club                   | Land            | Competitie      | Competitie | Competitie | Beker | Beker | Overig | Overig | Totaal | Totaal |
| Seizoen                    | Club                   | Land            | Competitie      | Wed.       | Dlp.       | Wed.  | Dlp.  | Wed.   | Dlp.   | Wed.   | Dlp.   |
| -------------------------- | ---------------------- | --------------- | --------------- | ---------- | ---------- | ----- | ----- | ------ | ------ | ------ | ------ |
| 2022/23                    | Eintracht Frankfurt II | Duitsland       | Hessenliga      | 29         | 10         | –     | –     | –      | –      | 29     | 10     |
| 2023/24                    | PEC Zwolle             | Nederland       | Eredivisie      | 3          | 0          | 0     | 0     | 0      | 0      | 3      | 0      |
| Carrière totaal            | Carrière totaal        | Carrière totaal | Carrière totaal | 32         | 10         | 0     | 0     | 0      | 0      | 32     | 10     |
| Bijgewerkt tot 21 mei 2024 |                        |                 |                 |            |            |       |       |        |        |        |        |

## Trivia
- Divaio is de zoon van oud-voetballer Kevin Bobson.